# Clinolabus angulatus
Clinolabus angulatus es una especie de coleóptero de la familia Attelabidae.

## Distribución geográfica
Habita en la Guayana Francesa y Brasil.